# گارنیک آدتاریان
گارنیک هوسپی آدْتاریان (ارمنی: Գառնիկ Հովսեփի Ադդարյան؛ انگلیسی: Garnik Addarian؛ زاده ۲۳ مارس ۱۹۲۵– درگذشته ۳۰ نوامبر ۱۹۸۶) شاعر، روزنامه‌نگار و بشردوست دیاسپورای ارمنی بود.

## زندگی‌نامه
در سال ۱۹۲۵ در شهر حلب متولد شد. آدتاریان کالج فرانسوی حلب فارغ‌التحصیل شد. از سال ۱۹۴۲ به بیروت مهاجرت کرد و به کار پرداخت. آدتاریان از سال ۱۹۴۵ وارد دنیای ادبیات و روزنامه‌نگاری شد و هفته‌نامه ادبی-اجتماعی «شعار ما به پیش است» و گاهنامه «صفحات ادبی و هنری» را سردبیری کرد و به موازات آن با شورای سردبیری روزنامه «ندا» به همکاری پرداخت. وی از سال ۱۹۸۰ عضو کمیته مرکزی حزب کمونیست لبنان بود. مجموعه شعرهای «در سنگر» (۱۹۵۴)، «سفر درد و سزا» (۱۹۶۵)، «بزیم بمیزم» (۱۹۷۹) از این شاعر و نویسنده به یادگار مانده است. گارنیک آدتاریان در سال ۱۹۸۶ در بیروت بدورد حیات گفت.